# Venezuelai bolívar (2008)
Az erős bolívar (spanyolul: bolívar fuerte) Venezuela törvényes pénzneme volt 2008-2018 között, nevét Simón Bolívarról kapta. Váltópénze a céntimo (1 bolívar = 100 céntimo).

## Története
Az erős bolívart 2008. január 1-jén vezették be a korábbi elinflálódott bolívar helyett 1 erős bolívar = 1000 bolívar arányban. Az új valuta bevezetését 2007. március 7-én jelentette be a venezuelai kormány. Bár az új valuta bevezetését intenzív népszerűsítő kampány kísérte, és hivatalosan 2,15 erős bolívar = 1 dollár szinten rögzítették az árfolyamot (azaz megtartották a korábbi 2150 bolívar = 1 dollár arányt), a feketepiacon a rögzített árfolyam kevesebb mint felén (5,2 bolívar = 1 dollár) váltják a dollárt.
2010. január 11-én a pénznemet leértékelte Hugo Chávez kormánya. A dollár értéke a korábbi 2,15 bolívarról, 4,3 bolívarra nőtt.
2013. február 13-án ismét leértékelték a bolívart. 1 USD ekkor 6,3 bolívart ért.
2016 novemberében a sajtóban arról cikkeztek, hogy már kilóra mérik bankjegyeket, és abból saccolják meg az értékét. Mindennek az oka a hatalmas infláció, amely 2016-ban 700% volt, míg 2017-ben valószínűleg eléri az 1500%-ot.
2018. augusztus 20-án újraértékelték az amúgy elértéktelenedett erős bolívart, és létrehozták a bolívar soberano-t.

## Érmék

### 2008-as sorozat
2016-ban új érméket kellett bevezetni a hiperinfláció miatt.
| Kép    | Kép    | Névérték    | Műszaki paraméterek | Műszaki paraméterek               | Műszaki paraméterek | Műszaki paraméterek | Leírás                                                                   | Leírás              | Leírás                                              | Dátumok    | Dátumok    |
| Előlap | Hátlap | Névérték    | Átmérő              | Vastagság                         | Tömeg               | Összetétel          | Perem                                                                    | Előlap              | Hátlap                                              | Első veret | Kibocsátás |
| ------ | ------ | ----------- | ------------------- | --------------------------------- | ------------------- | ------------------- | ------------------------------------------------------------------------ | ------------------- | --------------------------------------------------- | ---------- | ---------- |
|        |        | 1 céntimo   | 15 mm               |                                   |                     | réz bevonatú acél   | recés                                                                    | névérték, 8 csillag | Venezuela címere, az ország neve, kibocsátás dátuma | 2007       | 2008       |
|        |        | 5 céntimo   | 17 mm               | sima                              |                     | réz bevonatú acél   |                                                                          | névérték, 8 csillag | Venezuela címere, az ország neve, kibocsátás dátuma | 2007       | 2008       |
|        |        | 10 céntimo  | 18 mm               | nikkelezett acél                  | recés               |                     |                                                                          | névérték, 8 csillag | Venezuela címere, az ország neve, kibocsátás dátuma | 2007       | 2008       |
|        |        | 12½ céntimo | 23 mm               | nikkelezett acél                  | sima                |                     |                                                                          | névérték, 8 csillag | Venezuela címere, az ország neve, kibocsátás dátuma | 2007       | 2008       |
|        |        | 25 céntimo  | 20 mm               | nikkelezett acél                  | sima                |                     |                                                                          | névérték, 8 csillag | Venezuela címere, az ország neve, kibocsátás dátuma | 2007       | 2008       |
|        |        | 50 céntimo  | 22 mm               | nikkelezett acél                  | sima és recés       |                     |                                                                          | névérték, 8 csillag | Venezuela címere, az ország neve, kibocsátás dátuma | 2007       | 2008       |
|        |        | 1 bolívar   | 24 mm               | mag: kuprónikkel; gyűrű: sárgaréz | sima, BVC1 felirat  | Simón Bolívar       | Venezuela címere, az ország neve, kibocsátás dátuma, névérték, 8 csillag |                     |                                                     | 2007       | 2008       |
|        |        | 10 bolívar  | 21,5 mm             | 1,7 mm                            | 3,5 g               | Simón Bolívar       | réz bevonatú acél                                                        | sima                | Venezuela címere, az ország neve, kibocsátás dátuma | 2016       | 2016       |
|        |        | 50 bolívar  | 23,5 mm             | 1,9 mm                            | 5,3 g               | Simón Bolívar       | réz bevonatú acél                                                        | recés               | Venezuela címere, az ország neve, kibocsátás dátuma | 2016       | 2016       |
|        |        | 100 bolívar | 25,5 mm             | 2 mm                              | 6,5 g               | Simón Bolívar       | réz bevonatú acél                                                        | recés               | Venezuela címere, az ország neve, kibocsátás dátuma | 2016       | 2016       |

## Bankjegyek

### 2008-as bankjegysorozat
A hiperinfláció miatt 2016 decemberében további bankjegyeket vezettek be. 2017. november 3-án bocsátották ki a 100 000 bolíváros bankjegyet.
| Névérték       | Szín    | Leírás                     | Leírás                                                                 | Dátumok            | Dátumok            |
| Névérték       | Szín    | Előlap                     | Hátlap                                                                 | Kibocsátás         | Visszavonás        |
| -------------- | ------- | -------------------------- | ---------------------------------------------------------------------- | ------------------ | ------------------ |
| 2 bolívar      | kék     | Francisco de Miranda       | Két amazonasi folyamidelfin, háttérben a Médanos de Coro National Park | 2008. január 1.    | 2016               |
| 5 bolívar      | narancs | Pedro Camejo               | Óriástatu, háttérben virágok                                           | 2008. január 1.    | 2016               |
| 10 bolívar     | lila    | Guaicaipuro                | Hárpia, háttérben az Ucaima vízesés                                    | 2008. január 1.    | forgalomban        |
| 20 bolívar     | ibolya  | Luisa Cáceres de Arismendi | Közönséges cserepesteknős, háttérben a Macanao hegy                    | 2008. január 1.    | forgalomban        |
| 50 bolívar     | zöld    | Simón Rodríguez            | Pápaszemes medve, háttérben a Szent Kristóf-lagúna                     | 2008. január 1.    | forgalomban        |
| 100 bolívar    | barna   | Simón Bolívar              | Tűzpinty, háttérben a Cerro El Ávila                                   | 2008. január 1.    | 2016. december 24. |
| 500 bolívar    | kék     | Francisco de Miranda       | Két amazonasi folyamidelfin, háttérben a Médanos de Coro National Park | 2016. december 15. | forgalomban        |
| 1000 bolívar   | naracs  | Pedro Camejo               | Óriástatu, háttérben virágok                                           | 2016. december 15. | forgalomban        |
| 2000 bolívar   | lila    | Guaicaipuro                | Hárpia, háttérben az Ucaima vízesés                                    | 2016. december 15. | forgalomban        |
| 5 000 bolívar  | ibolya  | Luisa Cáceres de Arismendi | Közönséges cserepesteknős, háttérben a Macanao hegy                    | 2016. december 15. | forgalomban        |
| 10 000 bolívar | zöld    | Simón Rodríguez            | Pápaszemes medve, háttérben a Szent Kristóf-lagúna                     | 2016. december 15. | forgalomban        |
| 20 000 bolívar | barna   | Simón Bolívar              | Tűzpinty, háttérben a Cerro El Ávila                                   | 2016. december 15. | forgalomban        |

## Külső hivatkozások
- bankjegyek képei